# Анвар, Тарик
Тарик Анвар (урду  طارق اںور‎, англ. Tariq Anwar, 21 сентября 1945, Дели, Британская Индия) — британский киномонтажёр индийского происхождения, известный по работе в фильмах: «Безумие короля Георга», «Красота по-американски» и «Король говорит!», за которые он номинировался на премии «Оскар» и BAFTA в категории «за лучший монтаж». Тарик приходится отцом актрисы Габриэль Анвар.

## Биография
Тарик Анвар родился в 1945 году в Дели (на тот момент Британская Индия), в семье Эдит Рейх (мать была австрийской еврейкой) и актёра Рафика Анвара, в детстве воспитывался в Лахоре и Бомбее, позднее переехал со своей матерью в Лондон (Великобритания), после того как его родители развелись.

## Фильмография
- 1980 — BBC2 Playhouse (сериал) (премия BAFTA TV)
- 1980 — Оппенгеймер (мини-сериал) / Oppenheimer (премия BAFTA TV[1])
- 1986 — The Monocled Mutineer (сериал) (номинация на BAFTA TV)
- 1987 — Фортуна войны (мини-сериал) / Fortunes of War (номинация на BAFTA TV)
- 1989 — Аренда на лето (мини-сериал) / Summer’s Lease (номинация на BAFTA TV)
- 1991 — Под подозрением / Under Suspicion
- 1992 — Заложник / Hostage
- 1994 — Оружие страшного суда (ТВ) / Doomsday Gun
- 1994 — Фатерлянд (ТВ) / Fatherland
- 1994 — Безумие короля Георга / The Madness of King George (номинация на BAFTA)
- 1995 — Гротеск / The Grotesque
- 1996 — Суровое испытание / The Crucible
- 1997 — Крылья голубки / The Wings of the Dove
- 1998 — Объект моего восхищения / The Object of My Affection
- 1998 — Кузина Бетта / Cousin Bette
- 1999 — Чай с Муссолини / Tea with Mussolini
- 1999 — Красота по-американски / American Beauty (премия BAFTA, номинация на «Оскар»[2])
- 2000 — Зелёные пальцы / Greenfingers
- 2001 — Фокус / Focus
- 2003 — Сильвия / Sylvia
- 2004 — Красота по-английски / Stage Beauty
- 2006 — Возвращение / Alpha Male
- 2006 — Ложное искушение / The Good Shepherd
- 2008 — Другой мужчина / The Other Man
- 2008 — Дорога перемен / Revolutionary Road
- 2009 — Законопослушный гражданин / Law Abiding Citizen
- 2010 — Король говорит! / The King’s Speech (премия Европейской киноакадемии, номинация на «Оскар» и BAFTA)
- 2012 — Большие надежды / Great Expectations
- 2015 — Леди в фургоне / The Lady in the Van
- 2016 — Такой же предатель, как и мы / Our Kind of Traitor
- 2017 — Уотергейт: Крушение Белого дома / Mark Felt: The Man Who Brought Down the White House
- 2019 — Человеческий капитал / Human Capital